# تابستان در برلین
تابستان در برلین (آلمانی: Sommer vorm Balkon) یک فیلم تراژیکمدی آلمانی به کارگردانی آندریاس درسن است که در سال ۲۰۰۵ منتشر شد.
این فیلم نخستین بار در جشنواره بین‌المللی فیلم تورنتو به نمایش درآمد و نهمین فیلم پرفروش آلمان در سال ۲۰۰۶ بود.